# ABN AMRO World Tennis Tournament
Az ABN AMRO World Tennis Tournament minden év februárjában megrendezett tenisztorna férfiak számára Rotterdamban.
Az International Series Gold tornák közé tartozik, az összdíjazása 1 502 500 euró. A versenyen 32 versenyző vehet részt. A mérkőzéseket fedett pályákon játsszák, 1972 és 1999 között szőnyegborításon, 2000 óta kemény borításon.
2004 óta a korábbi wimbledoni bajnok Richard Krajicek a torna igazgatója.

## Győztesek

### Egyéni
| Év   | Győztes               | Ellenfél a döntőben      | Eredmény a döntőben  |
| ---- | --------------------- | ------------------------ | -------------------- |
| 2019 | Gaël Monfils          | Stan Wawrinka            | 6-3, 1-6, 6-2        |
| 2018 | Roger Federer         | Grigor Dimitrov          | 6-2, 6-2             |
| 2017 | Jo-Wilfried Tsonga    | David Goffin             | 4-6, 6-4, 6-1        |
| 2016 | Martin Kližan         | Gaël Monfils             | 6-7(1), 6-3, 6-1     |
| 2015 | Stan Wawrinka         | Tomáš Berdych            | 4-6, 6–3, 6-4        |
| 2014 | Tomáš Berdych         | Marin Čilić              | 6-4, 6–2             |
| 2013 | Juan Martín del Potro | Julien Benneteau         | 7–6(2), 6–3          |
| 2012 | Roger Federer         | Juan Martín del Potro    | 6–1, 6–4             |
| 2011 | Robin Söderling       | Jo-Wilfried Tsonga       | 6–3, 3–6, 6–3        |
| 2010 | Robin Söderling       | Mihail Juzsnij           | 6–4, 2-0, feladta    |
| 2009 | Andy Murray           | Rafael Nadal             | 6–3, 4–6, 6–0        |
| 2008 | Michaël Llodra        | Robin Söderling          | 6-7(3), 6-3, 7-6(4)  |
| 2007 | Mihail Juzsnij        | Ivan Ljubičić            | 6-2, 6-4             |
| 2006 | Radek Štěpánek        | Christophe Rochus        | 6-0, 6-3             |
| 2005 | Roger Federer         | Ivan Ljubičić            | 5-7, 7-5, 7-65       |
| 2004 | Lleyton Hewitt        | Juan Carlos Ferrero      | 6-71, 7-5, 6-4       |
| 2003 | Makszim Mirni         | Raemon Sluiter           | 7-63, 6-4            |
| 2002 | Nicolas Escudé        | Tim Henman               | 3-6, 7-66, 6-4       |
| 2001 | Nicolas Escudé        | Roger Federer            | 7-5, 3-6, 7-65       |
| 2000 | Cédric Pioline        | Tim Henman               | 6-73, 6-4, 7-64      |
| 1999 | Jevgenyij Kafelnyikov | Tim Henman               | 6-2, 7-63            |
| 1998 | Jan Siemerink         | Thomas Johansson         | 7-62, 6-2            |
| 1997 | Richard Krajicek      | Daniel Vacek             | 7-64, 7-65           |
| 1996 | Goran Ivanišević      | Jevgenyij Kafelnyikov    | 6-4, 3-6, 6-3        |
| 1995 | Richard Krajicek      | Paul Haarhuis            | 7-65, 6-4            |
| 1994 | Michael Stich         | Wayne Ferreira           | 4-6, 6-3, 6-0        |
| 1993 | Anders Järryd         | Karel Nováček            | 6-3, 7-5             |
| 1992 | Boris Becker          | Alexander Volkov         | 7-69, 4-6, 6-2       |
| 1991 | Omar Camporese        | Ivan Lendl               | 3-6, 7-64, 7-64      |
| 1990 | Brad Gilbert          | Jonas Svensson           | 6-1, 6-3             |
| 1989 | Jakob Hlasek          | Anders Järryd            | 6-1, 7-5             |
| 1988 | Stefan Edberg         | Miloslav Mečíř           | 7-6, 6-2             |
| 1987 | Stefan Edberg         | John McEnroe             | 3-6, 6-3, 6-1        |
| 1986 | Joakim Nyström        | Anders Järryd            | 6-0, 6-3             |
| 1985 | Miloslav Mečíř        | Jakob Hlasek             | 6-1, 6-2             |
| 1984 | —                     | Ivan Lendl Jimmy Connors | 6-0, 1-0 félbemaradt |
| 1983 | Gene Mayer            | Guillermo Vilas          | 6-1, 7-6             |
| 1982 | Guillermo Vilas       | Jimmy Connors            | 0-6, 6-2, 6-4        |
| 1981 | Jimmy Connors         | Gene Mayer               | 6-1, 2-6, 6-2        |
| 1980 | Heinz Günthardt       | Gene Mayer               | 6-2, 6-4             |
| 1979 | Björn Borg            | John McEnroe             | 6-4, 6-2             |
| 1978 | Jimmy Connors         | Raúl Ramírez             | 7-5, 7-5             |
| 1977 | Dick Stockton         | Ilie Năstase             | 2-6, 6-3, 6-3        |
| 1976 | Arthur Ashe           | Robert Lutz              | 6-3, 6-3             |
| 1975 | Arthur Ashe           | Tom Okker                | 3-6, 6-2, 6-4        |
| 1974 | Tom Okker             | Tom Gorman               | 3-6, 7-6(2), 6-1     |
| 1972 | Arthur Ashe           | Tom Okker                | 4-6, 6-2, 6-1        |

### Páros
| Év   | Győztes                            | Ellenfél a döntőben                  | Eredmény a döntőben |
| ---- | ---------------------------------- | ------------------------------------ | ------------------- |
| 2015 | Jean-Julien Rojer / Horia Tecău    | Jamie Murray / John Peers            | 3-6, 6–3, 10–8      |
| 2014 | Michaël Llodra / Nicolas Mahut     | Jean-Julien Rojer / Horia Tecău      | 6-2, 7-6(4)         |
| 2013 | Robert Lindstedt / Nenad Zimonjić  | Thiemo de Bakker / Jesse Huta Galung | 5–7, 6–3, 10–8      |
| 2012 | Michaël Llodra / Nenad Zimonjić    | Robert Lindstedt / Horia Tecau       | 4–6, 7–5, 16–14     |
| 2011 | Jürgen Melzer / Philipp Petzschner | Michaël Llodra / Nenad Zimonjić      | 6–4, 3–6, 10–5      |
| 2010 | Daniel Nestor / Nenad Zimonjić     | Simon Aspelin / Paul Hanley          | 6–4, 4–6, 10–7      |
| 2009 | Daniel Nestor / Nenad Zimonjić     | Lukáš Dlouhý / Lijendar Pedzs        | 6–2, 7–5            |